# استیون کلبر
استیون تایرون کلبر (به انگلیسی: Stephen Tyrone Colbert) (زاده ۱۳ مه ۱۹۶۴) کمدین، نویسنده، تهیه‌کننده، بازیگر، منتقد رسانه‌ای و مجری تلویزیونی آمریکایی است. او هم‌اکنون اجرای برنامه لیت شو با استیون کلبر که یک برنامه کمدی آخر شب در شبکه سی بی اس است، را بر عهده دارد.
او همچنین نویسنده کتاب «من آمریکا هستم، و شما نیز می‌توانید باشید!» (به انگلیسی: I Am America, And So Can You!) است. وی قبلاً مجری شبانگاهی برنامه تلویزیونی «گزارش کلبر» از شبکه سراسری کمدی سنترال و برنده جایزه امی بود. پیش از آن نیز وی یکی از خبرنگاران برنامهٔ نمایش روزانه با جان استوارت بود.
در ۱۰ آوریل ۲۰۱۴، شبکهٔ سی‌بی‌اس در خبری اعلام کرد که کلبر، جایگزین دیوید لترمن در برنامهٔ آخر شب خواهد شد.